# فولویو ساینی
فولویو ساینی (انگلیسی: Fulvio Saini؛ زادهٔ ۷ مارس ۱۹۶۲) بازیکن فوتبال اهل ایتالیا است.
از باشگاه‌هایی که در آن بازی کرده‌است می‌توان به باشگاه فوتبال مونتسا اشاره کرد.